# Koumboré
Koumboré est une commune située dans le département du Boussouma de la province de Boulgou dans la région du Centre-Est au Burkina Faso.

## Géographie
Koumboré est situé à l'ouest de Tenkodogo et au sud-ouest de Boussouma, au bord du fleuve Nakembé.